# Pertusaria mesotropa
Pertusaria mesotropa är en lavart som beskrevs av Müll. Arg. Pertusaria mesotropa ingår i släktet Pertusaria och familjen Pertusariaceae.   Inga underarter finns listade i Catalogue of Life.